# Ширина фреквентног опсега
Ширина фреквентног (фреквенцијског) појаса, или фреквентни (фреквенцијски) опсег (енгл. bandwidth) је ширина фреквентног интервала комуникационог канала који се користи у комуникацији између предајне и пријемне стране. 
Фреквентни опсег се може исказати и као разлика између доње и горње граничне фреквенције сигнала или опсег фреквенција које користи нека опрема. Мера ширине фреквенцијског појаса је херц.

## Појашњење
Фреквенцијски опсег је централни појам у телекомуникацијама, са значајним утицајем у многим областима, укључујући информатику, радио комуникације, обраду сигнала, и спектроскопију. 
С обзиром да је у данашње време превагнула област дигиталних телекомуникација над аналогним то се појам фреквенцијског опсега, захваљујући теореми одабирања, уско везује уз појам протока података односно ширина фреквенцијског опсега за количину података која се у јединици времена може пренети кроз комуникациони канал.

## Пример
Као пример можемо узети фреквентни опсег фреквенција људског гласа. Најнижа фреквенција је око f1=300 Hz а највиша око f2=3000 Hz. Тако је ширина фреквентног појаса:
ШФП = 2-1 = 3000-300 = 2700 Hz.

## Информатика
Ширина фреквенцијског појаса у информатици је количина података коју у одређеном временском периоду два рачунара могу да размене. Јединица ширине фреквенцијског појаса је b/s (бит по секунди).

### Интернет
Временом је ширина фреквенцијског појаса постала главни проблем Интернета, будући да пропусна моћ глобалне мреже зависи од пропусне моћи свих њених делова. Временом, развој технологија ИСДН и АДСЛ ублажава тај проблем.